# (5200) Pamal
(5200) Pamal es un asteroide perteneciente al cinturón de asteroides, descubierto el 11 de febrero de 1983 por Edward Bowell desde la Estación Anderson Mesa (condado de Coconino, cerca de Flagstaff, Arizona, Estados Unidos).

## Designación y nombre
Designado provisionalmente como 1983 CM. Fue nombrado Pamal en honor a Patrick Michael Malotki, amigo del descubridor, con ocasión de su 21.º cumpleaños. Para muchos francófonos, la frase "pas mal" es un gran elogio.

## Características orbitales
Pamal está situado a una distancia media del Sol de 2,244 ua, pudiendo alejarse hasta 2,568 ua y acercarse hasta 1,919 ua. Su excentricidad es 0,144 y la inclinación orbital 5,946 grados. Emplea 1228,00 días en completar una órbita alrededor del Sol.
El próximo acercamiento a la órbita terrestre se producirá el 30 de octubre de 2098.

## Características físicas
La magnitud absoluta de Pamal es 14,1. Tiene 4 km de diámetro y su albedo se estima en 0,257.